# Pseudoraja fischeri
Pseudoraja fischeri és una espècie de peix de la família dels raids i de l'ordre dels raïformes.

## Reproducció
És ovípar i les femelles ponen càpsules d'ous, les quals presenten com unes banyes a la closca.

## Hàbitat
És un peix marí i de clima tropical que viu fins als 412 m de fondària.

## Distribució geogràfica
Es troba a l'oceà Atlàntic occidental central: des de Florida (els Estats Units) i el sud del Golf de Mèxic fins a Hondures.

## Observacions
És inofensiu per als humans.